# Дана Барбара
Дана Барбара (Лондон, 10. март 1997) је српска певачица, глумица, водитељка и модел.

## Биографија
Дана Барбара је српска певачица, глумица и водитељка рођена у Лондону 1997. Њен отац, Ентони, је Гвајанац, а мајка, Јелена, Српкиња. Постала је позната 2012. извођењем Ријанине песме на музичком такмичењу Ја имам таленат! Након тога, била је део групе SKY's, заједно са Ксенијом и Angellinom, у оквиру које је наступила на Беовизији 2013. Данас је заштитно лице Егзит фестивала, активно ради синхронизације анимираних и играних филмова и серија, режира музичке спотове и ради за Скај мјузик ентертејнмент телевизију као водитељ и уредник. 

## Дискографија

### Са групом SKY's
- Магија (2013)

### Синглови
- Марс и Венера ft. In Vivo (2019)
- "Себи Привуци Ме" ft. Surreal (2020)
- "Комшиница" ft. Grashoper (2021)
- "Време" ft. Grashoper (2021)

## Улоге у синхронизацијама
| Година     | Назив                                       | Улога                                                       |
| ---------- | ------------------------------------------- | ----------------------------------------------------------- |
| 2019.      | ?                                           | Бјанка                                                      |
| 2019.      | Кућа Бука                                   | Лори Бука (певање), Лана Бука (певање), Линдзи Душица, Џена |
| 2019.      | Сунчица Дан                                 | Фи-Би                                                       |
| 2019.      | Рогић и Пег                                 | Пег (неке епизоде)                                          |
| 2019.      | Нела, витешка принцеза                      | Лејди Глиценглам                                            |
| 2019.      | Светлуцава и Сјајна                         | Џиџи                                                        |
| 2019-2023. | Водени свет малих гупија                    | Зули                                                        |
| 2019.      | Миракулус: Авантуре Бубамаре и Црног Мачора | Маринет Дупан-Ченг (певање)                                 |
| 2020.      | Дугастично лептираста једнорог маца         | Маца Фелисити                                               |
| 2020.      | Олијев свемирски ранац                      | Клои                                                        |
| 2020-2023. | Сила опасности                              | Судија Тути, уводна песма                                   |
| 2020.      | Best Furry Friends                          | Анђелина                                                    |
| 2021.      | Потпуна драмарама                           | Кортни                                                      |
| 2021.      | Нубови                                      | Џеки                                                        |
| 2022.      | Велики шоу Бебе ајкуле                      | Вола                                                        |
| 2022.      | Кашеј: Крадљивац невести                    | Принцеза Барбара                                            |
| 2023.      | Бетвилс                                     | Голди                                                       |
| 2023.      | Топ и Топи                                  | Топи                                                        |
| 2023.      | Монстер хај: Филм                           | Гулија Јелпс                                                |
| 2023.      | Монстер хај (ТВ серија)                     | Нефера де Нил                                               |
| 2023.      | Трансформерси: Земаљска искра               | Хаштаг Малто (С1Е17-18)                                     |
| 2024.      | Ники Велики                                 | Ејми                                                        |

## Филмографија
| Година | Назив                             | Улога | Напомена   |
| ------ | --------------------------------- | ----- | ---------- |
| 2012.  | Ја имам таленат! (С4Е1)           | себе  | такмичарка |
| 2013.  | Беовизија 2013.                   | себе  | такмичарка |
| 2021.  | Три мушкарца и тетка              |       | глумица    |
| 2021.  | Belgrade Music Week Festival 2021 | себе  | водитељка  |
| 2022.  | Belgrade Music Week Festival 2022 | себе  | водитељка  |
| 2023.  | MAC 2023                          | себе  | водитељка  |
| 2023.  | Belgrade Music Week Festival 2023 | себе  | водитељка  |
| 2024.  | Belgrade Music Week Festival 2024 | себе  | водитељка  |

## Улоге у музичким спотовима
- Заједно — Jenni Martin ft. Режим (2018)
- Да на мени је — Teya Dora (2019)
- Неони у тами — Dživ (2019)

## Режија
- Кама Сутра — Мина Врбашки (2021)
- ЛОЛОЛО — Махрина ft. Ана Кокић (2021)
- Слатке Лажи — Ана Кокић (2022)
- Будало Мала — 4YU (2022)